# Kinishi Yamanaka
Pour les articles homonymes, voir Yamanaka.
Kinishi Yamanaka est un judoka japonais. 
Il est vice-champion du monde de la catégorie des moins de 80 kg en 1965 à Rio de Janeiro.